# Synclerostola loncopuensis
Synclerostola loncopuensis är en fjärilsart som beskrevs av Köhler 1961. Synclerostola loncopuensis ingår i släktet Synclerostola och familjen nattflyn. Inga underarter finns listade i Catalogue of Life.